# Бесконечная
Бесконечная — река в России, течёт по территории Мезенского района Архангельской области. Вытекает из болота Бесконечного. Устье реки находится в 15 км по правому берегу реки Грубышки на высоте 58 м над уровнем моря. Длина реки составляет 19 км.

## Данные водного реестра
По данным государственного водного реестра России относится к Двинско-Печорскому бассейновому округу, водохозяйственный участок реки — Мезень от водомерного поста деревни Малонисогорская и до устья. Речной бассейн реки — Мезень.
Код объекта в государственном водном реестре — 03030000212103000049439.